# ریس کلری
ریس کلری (انگلیسی: Reyes Cleary؛ زادهٔ ۱۳ آوریل ۲۰۰۴) بازیکن فوتبال است.